# Chelaner
Chelaner (лат.) — род мелких по размеру муравьёв трибы Solenopsidini из подсемейства Myrmicinae (Formicidae). Более 50 видов. Ранее (до 2019 года) некоторые исследователи рассматривали его подродом или синонимом рода Monomorium.

## Описание
Муравьи от мелких до средних размеров, 2—7 мм в длину, обычно мономорфные, но у некоторых видов размеры варьируются. Клипеус двукилевой, со срединной клипеальной щетинкой, кили субпараллельные, сходящиеся или расходящиеся, фронтальный край нависает над мандибулами, с парой клипеальных зубцов или без них, клипеальный край может быть закругленным или глубоко вогнутым. Усики 12- или 10-члениковые (С. decuria) с 3-члениковой булавой. Формула щупиков 2,3 или 2,2, количество зубцов на жвалах 3-7. Глаза хорошо развиты, от маленьких до больших, круглые или овальные.
Цвет варьируется от бледно-желтого до темно-янтарного, красного и чёрного. Скульптура сильно варьирует от гладкой и глянцевой до частично пунктированной (ограниченной мезоплеврами, головой, мезосомой и стебельком), или полностью пунктированной, сетчатой или бороздчатой.

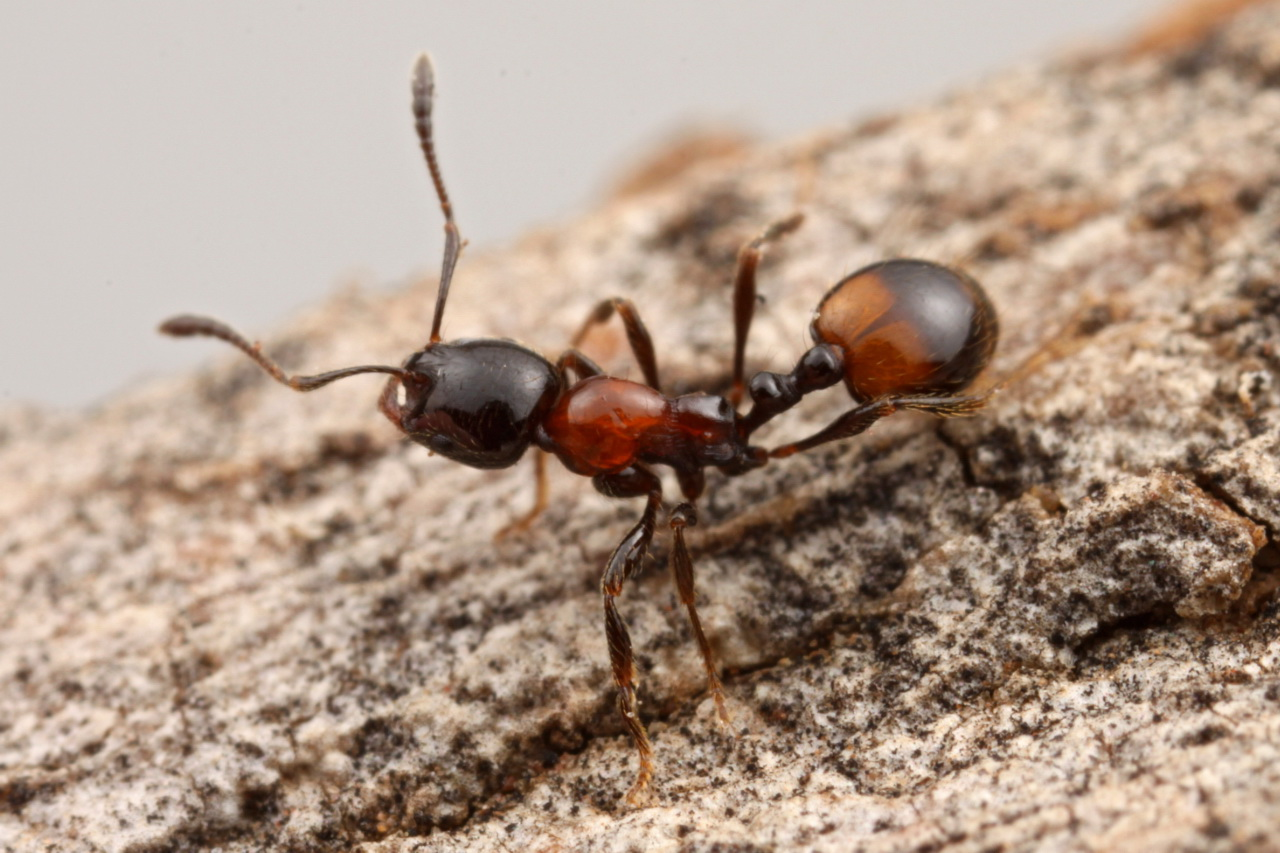
Monomorium rubriceps
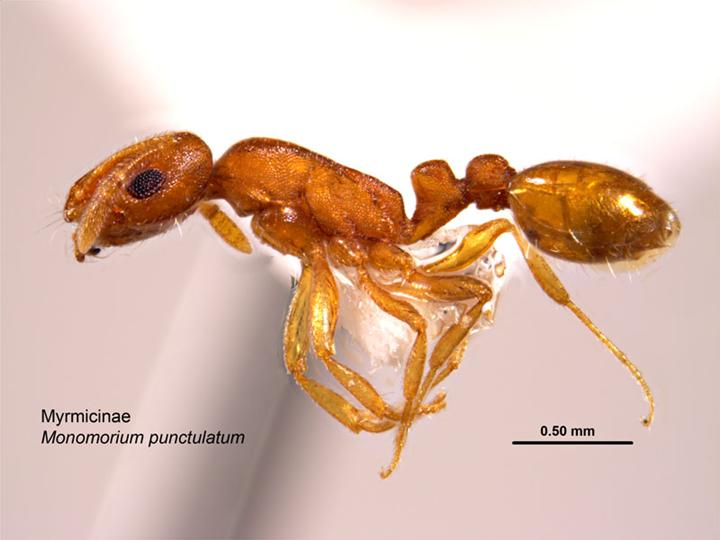
Monomorium punctulatum
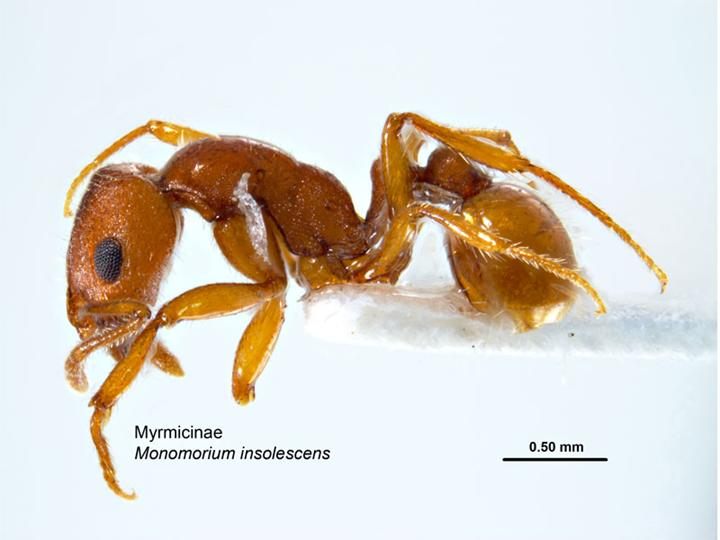
Monomorium insolescens
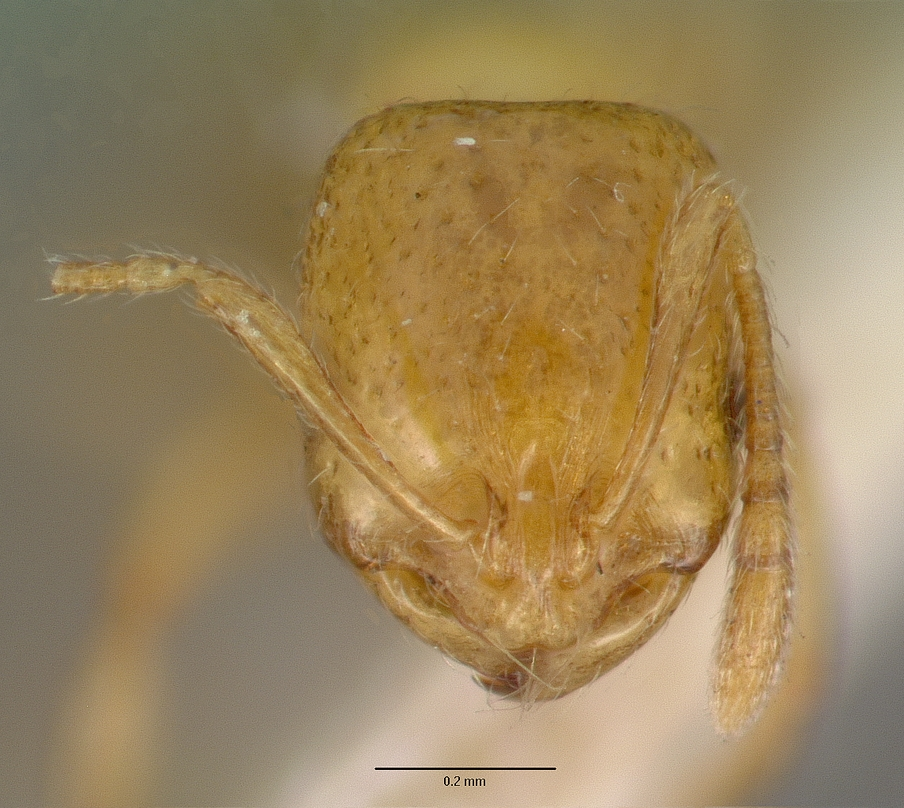
Monomorium leae
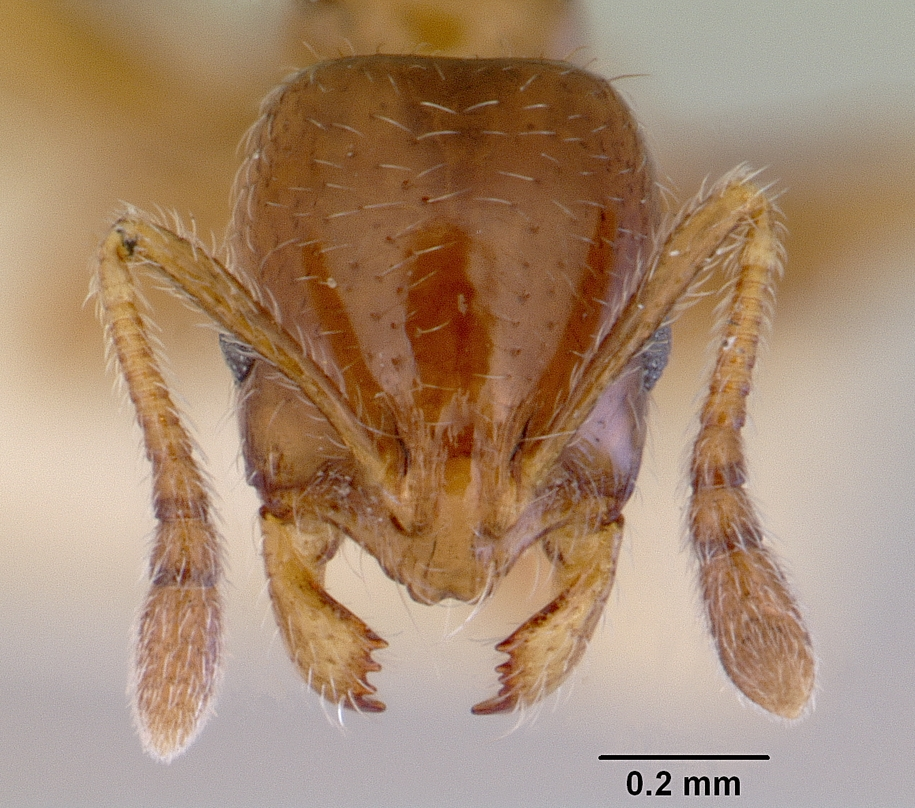
Monomorium smithii

## Систематика
Таксон Chelaner был выделен Карлом Эмери в 1914 году в качестве подрода в составе рода Monomorium. В 1966 году он получил статус отдельного рода. Часть исследователей в дальнейшем считали его отдельным родом, а другие синонимом. В 2019 году на основании молекулярных данных таксон Chelaner Emery, 1914 был восстановлен из синонимии с родом Monomorium, что привело к переносу 53 видов и формальному восстановлению имён, в том числе для Chelaner antarcticum (Smith, 1858).
- Chelaner albipes (Heterick, 2001)
- Chelaner antarcticum (Smith, 1858)
- Chelaner anthracinum (Heterick, 2001)
- Chelaner aper (Emery, 1914)
- Chelaner bicorne (Forel, 1907)
- Chelaner bifidum (Heterick, 2001)
- Chelaner bihamatum (Heterick, 2001)
- Chelaner brachythrix (Heterick, 2001)
- Chelaner burchera (Heterick, 2001)
- Chelaner capito (Heterick, 2001)
- Chelaner centrale (Forel, 1910)
- Chelaner centrale (Forel, 1910)
- Chelaner crinitum (Heterick, 2001)
- Chelaner croceiventre (Emery, 1914)
- Chelaner decuria (Heterick, 2001)
- Chelaner draculai (Heterick, 2001)
- Chelaner durokoppinense (Heterick, 2001)
- Chelaner edentatum (Emery, 1914)
- Chelaner elegantulum (Heterick, 2001)
- Chelaner euryodon (Heterick, 2001)
- Chelaner falcatum (McAreavey, 1949)
- Chelaner flavonigrum (Heterick, 2001)
- Chelaner forcipatum (Emery, 1914)
- Chelaner gilberti (Forel, 1902)
- Chelaner insolescens (Wheeler, 1934)
- Chelaner kiliani (Forel, 1902)
- Chelaner lacunosum (Heterick, 2001)
- Chelaner leae (Forel, 1913)
- Chelaner legulum (Heterick, 2001)
- Chelaner longiceps (Wheeler, 1934)
- Chelaner longinode (Heterick, 2001)
- Chelaner longipes (Emery, 1914) (NC)
- Chelaner macarthuri (Heterick, 2001)
- Chelaner majori (Heterick, 2001
- Chelaner melleum (Emery, 1914) (NC)
- Chelaner nightcapense (Heterick, 2001)
- Chelaner nigriceps (Heterick, 2001)
- Chelaner parantarcticum (Heterick, 2001)
- Chelaner petiolatum (Heterick, 2001)
- Chelaner pubescens (Heterick, 2001)
- Chelaner punctulatum (Heterick, 2003)
- Chelaner ravenshoense (Heterick, 2001)
- Chelaner rubriceps (Mayr, 1876)
- Chelaner rufonigrum (Heterick, 2001)
- Chelaner sculpturatum (Clark, 1934)
- Chelaner shattucki (Heterick, 2001)
- Chelaner smithii (Forel, 1892) (NZ)
- Chelaner striatifrons (Heterick, 2001)
- Chelaner sublamellatum (Heterick, 2003)
- Chelaner tambourinense (Forel, 1915)
- Chelaner tricolor (Emery, 1914) (NC)
- Chelaner whitei (Wheeler, 1915)
- Chelaner xantheklemma (Heterick, 2001)

## Распространение
Австралия и Океания, в том числе Новая Каледония (6 видов), Новая Гвинея (1), Новая Зеландия (2).